# John Slidell
Pour les articles homonymes, voir Slidell.
John Slidell (né à New York en 1793 et mort à Cowes ou Londres le 29 juillet 1871) est un homme politique et diplomate américain.

## Biographie
Diplômé de droit à l'Université Columbia en 1810, il commence sa carrière comme homme d’affaires, mais déménage à La Nouvelle-Orléans en Louisiane, après que la guerre anglo-américaine de 1812 a provoqué la faillite de son entreprise.
Lancé dans la politique, il essuie tout d’abord plusieurs échecs électoraux (au Congrès en 1828 puis au Sénat en 1834, 1836 et encore 1848), il est finalement élu District attorney (procureur) de 1829 à 1833 puis représentant de la Louisiane au congrès où il servira du 4 mars 1843 jusqu’à sa démission la 10 novembre 1845.
En 1845, il est envoyé comme représentant du gouvernement au Mexique par le président James K. Polk avec comme mandat la négociation d’un accord entre les deux pays définissant le Río Grande comme frontière sud du Texas. Le gouvernement mexicain refuse d’accepter cet accord ce qui provoquera la déclaration de guerre des États-Unis le 13 mai 1846. 
Il est élu sénateur de la Louisiane le 5 décembre 1853 pour remplacer Pierre Soulé, démissionnaire ; il est ensuite réélu à ce poste jusqu’en 1861. Sénateur démocrate influent, il pousse la candidature de James Buchanan à la présidence et devient un membre de son administration.
Au déclenchement de la guerre de Sécession, Slidell rejoint la cause confédérée. Nommé en 1861 représentant du gouvernement auprès de la France, il est l’un des deux diplomates, avec James M. Mason impliqué dans l’affaire du Trent qui faillit déclencher une guerre entre la Grande-Bretagne et les États-Unis lorsque son navire est arraisonné par l’US Navy et qu’il est fait prisonnier.
À la résolution de cette affaire, les deux diplomates sont finalement autorisés à rejoindre l'Europe et arrivent en Angleterre le 1er janvier 1862. Reçu très amicalement par l’Empereur français Napoléon III, il n’obtient pourtant aucune reconnaissance ou aide de sa part. Après la fin de la guerre de Sécession, Slidell décide de rester en Europe. Il meurt en Angleterre le 9 juillet 1871 et enterré dans le caveau de famille au cimetière de Saint-Roman à Villejuif.
En Louisiane, la ville de Slidell est nommée ainsi en son honneur. Il est le frère d’Alexander Slidell Mackenzie, un officier de marine, commandant l’USS Somers sur lequel, en 1842 a lieu la seule mutinerie de l'histoire de l'US Navy, l'affaire Somers. 
Sa fille Marguerite Mathilde Slidell (1842–1927) épouse le 3 juin 1864, le baron d'Erlanger.

### Articles annexes
- Liste des représentants de Louisiane
- France dans la guerre de Sécession